# Jazz Bilzen

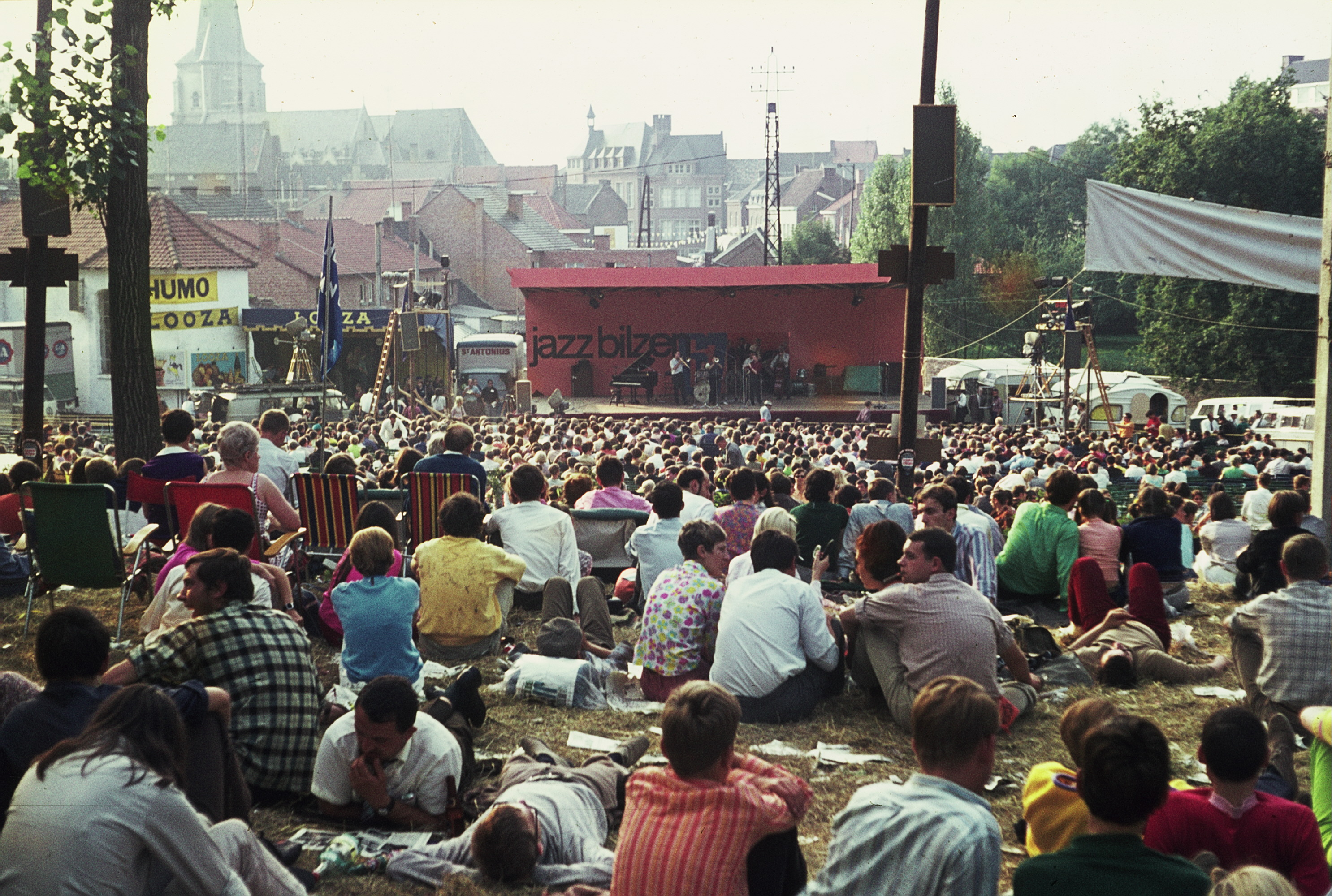
Jazz Bilzen (1967)

Jazz Bilzen war ein jährliches mehrtägiges Open-Air Jazz- und Popfestival, das von 1965 bis 1981 in der belgischen Stadt Bilzen stattfand. Jazz Bilzen war das erste Festival auf dem Kontinent, bei dem Jazz und Popmusik zusammengebracht wurden. Aus diesem Grund wird Jazz Bilzen manchmal auch als „Mutter aller Festivals“ bezeichnet (gemeint sind Festivals auf dem europäischen Festland).

## Geschichte
Wie das National Jazz and Blues Festival 1961 im Vereinigten Königreich begann Jazz Bilzen 1965 als reines Jazzfestival. Bald kamen aber auch Blues, Skiffle, Beat, Folk und Soul dazu, schließlich sogar Punk, Reggae und New Wave.
Zunächst war Humo, ein beliebtes belgisches Wochenmagazin, der Hauptsponsor. Nach einigen Jahren zogen sie sich zurück, weil sie die Probleme mit dem Sicherheitspersonal nicht mehr mittragen wollten. Die Festivalorganisation musste nun jeweils neue Sponsoren finden, etwa Coca-Cola, Ford oder regionale Zeitungen.
1981 fand das letzte Jazz Bilzen statt. Torhout-Werchter, später Rock Werchter, wurde zum bedeutendsten Rockfestival Belgiens. 1998 gab es eine einmalige Neuauflage des Jazz Bilzen Festivals.

## Musiker und Bands
Zu den Musikern und Bands aus dem Bereich Rock/Pop, die beim Jazz Bilzen auftraten, zählen: 
AC/DC,
Black Sabbath,
Camel,
Deep Purple,
Ekseption,
Faces,
Golden Earring,
Humble Pie,
Ian Gillan Band,
Jeff Beck,
Kevin Coyne,
Lou Reed,
MC5,
Nils Lofgren,
Procol Harum,
Ramones,
Status Quo,
T. Rex,
Uriah Heep,
Van Morrison,
Wishbone Ash
und viele andere mehr.
Aus den Bereichen Jazz/Blues/Folk/Soul traten auf:
Alan Stivell,
Alexis Korner,
Brian Auger,
Champion Jack Dupree,
Chick Corea, 
John McLaughlin, 
Clark Terry,
Dizzy Gillespie,
Eddie Boyd,
Freddie Hubbard,
Gato Barbieri,
Herman van Veen,
Ike & Tina Turner,
James Brown,
Klaus Doldinger,
Larry Coryell,
Memphis Slim,
Nucleus,
Ornette Coleman,
Paco de Lucia,
Reverend Gary Davis,
Sonny Terry,
Toots Thielemans,
Yusef Lateef,
Zoot Sims
und viele mehr.